# Trilema de Lewis
O trilema de Lewis é um argumento apologético tradicionalmente usado para defender a divindade de Jesus, postulando que as únicas alternativas eram que ele era mau ou louco. Uma versão foi popularizada pelo professor, consultor literário da Universidade de Oxford e escritor C. S. Lewis, em um programa na rádio BBC e em seus escritos. Às vezes o argumento é descrito como "Lunático, Mentiroso ou Senhor" ou "Louco, Mau ou Deus". Assume a forma de um trilema – uma escolha entre três opções, cada uma das quais de alguma forma tem difícil aceitação.
Este argumento é muito popular entre os apologistas cristãos, mas alguns teólogos e estudiosos da Bíblia não acreditam que Jesus afirmasse ser Deus.

## História
Este argumento tem sido usado de diversas formas ao longo da história da igreja. Foi usado pelo pregador americano Mark Hopkins em seu livro Lectures on the Evidences of Christianity (1846), baseado em palestras proferidas em 1844. Outro uso inicial dessa abordagem foi feito pelo pregador escocês "Rabino" John Duncan (1796-1870), por volta de 1859-60: 
Ou Cristo enganou a humanidade conscientemente, ou Ele próprio foi iludido e auto-enganado, ou Ele era Divino. Não há como escapar deste trilema. É inexorável.
J. Gresham Machen usou uma linha de argumento semelhante no capítulo 5 de sua famosa obra Cristianismo e Liberalismo (1923). Nesta obra, Machen diz:
O verdadeiro problema é que a elevada reivindicação de Jesus, se... for injustificada, coloca uma mancha moral no caráter de Jesus. O que se pensará de um ser humano que se afastou tanto do caminho da humildade e da sanidade a ponto de acreditar que os destinos eternos do mundo foram entregues em suas mãos? A verdade é que se Jesus for apenas um exemplo, ele não é um exemplo digno, pois afirmou ser muito mais.
Outros que usaram esta abordagem incluíram N. P. Williams, Reuben Archer Torrey (1856–1928)  e W. E. Biederwolf (1867–1939). O escritor G. K. Chesterton usou algo semelhante ao trilema em seu livro O Homem Eterno (1925), que Lewis citou como o segundo livro que mais o influenciou.

## Formulação apresentada por Lewis
CS Lewis foi um consultor de literatura medieval na Universidade de Oxford, escritor popular, apologista cristão e ex-ateu. Ele usou o argumento descrito abaixo em uma série de palestras na rádio BBC, que posteriormente foram publicadas como o livro Cristianismo Puro e Simples.
Quero evitar aqui que alguém diga a enorme tolice que muitos costumam dizer a respeito dele: “Estou pronto para aceitar a Jesus como um grande mestre de moral, mas não aceito sua reivindicação de ser Deus”. Esse é o tipo de coisa que não se deve dizer. Um homem que fosse meramente um ser humano e dissesse o tipo de coisa que Jesus disse não seria um grande mestre de moral. De duas uma, ou ele seria um lunático — do nível de alguém que afirmasse ser um ovo frito — ou então seria o diabo em pessoa. Faça a sua escolha. Ou esse homem era, e é, o Filho de Deus; ou então um louco ou algo pior. Você pode descartá-lo como sendo um tolo ou pode cuspir nele e matá-lo como a um demônio; ou, então, poderá cair de joelhos a seus pés e chamá-lo de Senhor e Deus. Mas não me venha com essa conversa mole de ele ter sido um grande mestre de moral, pois ele não nos deu essa alternativa e nem tinha essa pretensão. [...] Agora, me parece óbvio que ele não era nem um lunático nem um fanático; e, consequentemente, por mais estranho, aterrorizante ou improvável que possa parecer, tenho de aceitar a visão de que ele era e é Deus.
Lewis, que havia falado sobre o cristianismo de forma extensiva a membros da Força Aérea Real, estava ciente de que muitas pessoas não acreditavam que Jesus fosse Deus, mas o viam como "um 'grande professor' que foi deificado por seus seguidores"; seu argumento pretende superar isso. Baseia-se na suposição tradicional de que, em suas palavras e ações, Jesus afirmava ser Deus. Por exemplo, em Cristianismo Puro e Simples, Lewis refere-se ao que ele diz serem afirmações de Jesus:
- ter autoridade para perdoar pecados – comportando-se como se realmente fosse “o principal ofendido em todas as ofensas”.[15]
- sempre ter existido; e
- afirmar voltar para julgar o mundo no fim dos tempos.[16]

Lewis dá a entender que isso equivale a uma afirmação de ser Deus, e argumenta que excluem logicamente a possibilidade de que Jesus tenha sido apenas "um grande professor moral", porque ele acredita que nenhum ser humano comum que faça tais afirmações poderia ser racional ou moralmente confiável. Em outro lugar, ele se refere a este argumento como "o aut Deus aut malus homo " ("ou Deus ou um homem mau"), uma referência a uma versão anterior do argumento usado por Henry Parry Liddon em suas palestras, em que Liddon defendeu a divindade de Jesus com base em vários fundamentos, incluindo as afirmações que ele acreditava que Jesus fez.

### EmAs Crônicas de Nárnia
Uma versão desse argumento aparece no livro de Lewis,O Leão, a Feiticeira e o Guarda-Roupa. Quando Lúcia e Edmundo retornam de Nárnia (a segunda visita de Lúcia e a primeira de Edmundo), Edmundo diz a Pedro e Susana que estava brincando com Lúcia e fingindo que eles foram para Nárnia. Pedro e Susana acreditam em Edmundo e estão preocupados que Lucy possa ter uma doença mental, então procuram o professor em cuja casa estão morando. Depois de ouvi-los explicar a situação e fazer algumas perguntas, ele responde:

– Lógica! – disse o professor para si mesmo. – Por que não ensinam mais lógica nas escolas? – E dirigindo-se aos meninos declarou: – Só há três possibilidades: ou Lúcia está mentindo; ou está louca; ou está falando a verdade. Ora, vocês sabem que ela não costuma mentir, e é evidente que não está louca. Por isso, enquanto não houver provas em contrário, temos de admitir que está falando a verdade.

## Influência do argumento

### No Cristianismo
O trilema continuou a ser usado na apologética cristã após Lewis, notadamente por escritores como Josh McDowell. Peter Kreeft descreve o trilema como “o argumento mais importante na apologética cristã”  e constitui uma parte importante da primeira palestra do Curso Alfa e do livro em que se baseia, Questões de Vida, de Nicky Gumbel. Ronald Reagan também usou este argumento em 1978, numa resposta escrita a um ministro metodista liberal que disse não acreditar que Jesus fosse o filho de Deus. Uma variante também foi citada por Bono. A versão de Lewis foi citada por Charles Colson como base de sua conversão ao Cristianismo. Stephen Davis, um defensor de Lewis e deste argumento, argumenta que isso pode mostrar a crença na Encarnação como racional. Bruce M. Metzger argumentou que "Muitas vezes tem sido apontado que a afirmação de Jesus de ser o único Filho de Deus é verdadeira ou falsa. Se for falsa, ou ele sabia que a afirmação era falsa ou não sabia que era falsa. No primeiro caso (2) ele era um mentiroso; neste último caso (3) ele era um lunático. Nenhuma outra conclusão além dessas três é possível."

### No meio não-cristão
O escritor ateu Christopher Hitchens aceita a análise das opções de Lewis, mas chega à conclusão oposta: que Jesus não era bom. Ele escreve: “Devo dizer que Lewis é mais honesto aqui. Na ausência de uma linha direta com o Todo-Poderoso e de uma convicção de que os últimos dias estão sobre nós, como é “moral”... reivindicar o monopólio do acesso ao céu, ou ameaçar os vacilantes com fogo eterno, e muito menos condenar figueiras e persuadir os demônios a infestarem os corpos dos porcos? Tal pessoa, se não fosse divina, seria um feiticeiro e um fanático."

## Críticas ao argumento
Escrevendo sobre a "ausência quase total do argumento nas discussões sobre o status de Jesus por teólogos profissionais e estudiosos bíblicos", Stephen T. Davis comenta que ele "é frequentemente criticado severamente, tanto por pessoas que acreditam na divindade de Jesus, quanto por pessoas que não acreditam”.

### As reivindicações de Jesus à divindade
Uma crítica frequente é que o trilema de Lewis depende da veracidade dos relatos bíblicos das declarações e milagres de Jesus. O trilema baseia-se na interpretação da representação de Jesus feita pelos autores do Novo Testamento: uma objeção comum é a de que as declarações de Jesus registradas nos Evangelhos estão sendo mal interpretadas e não constituem reivindicações de divindade. De acordo com Bart Ehrman, é historicamente impreciso que Jesus se autodenominasse Deus, então a premissa de Lewis de aceitar essa afirmação é problemática. Ehrman afirmou que é uma mera lenda que o Jesus histórico tenha se autodenominado Deus; isso era desconhecido para Lewis, já que ele nunca foi um estudioso profissional da Bíblia.
Em Honest to God, John A. T. Robinson, então bispo de Woolwich, critica a abordagem de Lewis, questionando a ideia de que Jesus pretendia reivindicar a divindade: "É, de fato, uma questão aberta se Jesus afirmou ser Filho de Deus, quanto mais Deus" . John Hick, escrevendo em 1993, argumentou que esta "forma outrora popular de apologética" foi descartada por mudanças nos estudos do Novo Testamento, citando o "amplo acordo" de que os estudiosos hoje não apoiam a visão de que Jesus afirmou ser Deus, citando como exemplos Michael Ramsey (1980), C. F. D Moule (1977), James Dunn (1980), Brian Hebblethwaite (1985) e David Brown (1985). Larry Hurtado, que argumenta que os seguidores de Jesus, num período muito curto, desenvolveram um nível extremamente elevado de reverência devocional a Jesus, ao mesmo tempo diz que não há nenhuma evidência de que o próprio Jesus tenha exigido ou recebido tal reverência cultual. De acordo com Gerd Lüdemann, o amplo consenso entre os estudiosos modernos do Novo Testamento é que a proclamação da divindade de Jesus foi um desenvolvimento dentro das primeiras comunidades cristãs.

### Forma lógica incorreta
Outra crítica levantada é que Lewis está criando um falso trilema ao insistir que apenas três opções são possíveis. Craig Evans escreve que o trilema "Mentiroso, Lunático, ou Senhor" "cria uma boa aliteração, talvez até uma boa retórica, mas é uma lógica falha". Ele prossegue listando várias outras alternativas: Jesus era o Messias de Israel, simplesmente um grande profeta, ou não sabemos realmente quem ou o que ele era porque as fontes do Novo Testamento o retratam de forma imprecisa . O filósofo e teólogo William Lane Craig também acredita que o trilema é um argumento sem solidez. Craig dá várias outras alternativas logicamente possíveis: as afirmações de Jesus quanto à sua divindade foram meramente erros de boa-fé resultantes dos seus esforços sinceros de raciocínio, Jesus foi iludido no que diz respeito à questão específica da sua própria divindade enquanto as suas faculdades de raciocínio moral permaneceram intactas., ou Jesus não entendeu as afirmações que fez sobre si mesmo como uma reivindicação à divindade. O filósofo John Beversluis comenta que Lewis "priva seus leitores de numerosas interpretações alternativas de Jesus que não trazem consigo tais implicações odiosas".
Peter Kreeft e Ronald Tacelli, SJ, ambos professores de filosofia no Boston College, também expandiram o argumento para um "tetralema" ("Senhor, Mentiroso, Lunático ou Lenda") - ou um "pentalema", acomodando a opção de que Jesus era um guru, que acreditava ser Deus no sentido em que tudo é divino.

#### A resposta de Lewis à possibilidade de os Evangelhos serem lendas
Justin Taylor aponta que Lewis usa sua própria experiência literária em um ensaio de 1950, "O Que Devemos Fazer de Jesus?" para discordar da possibilidade de os Evangelhos serem lendas. Justin Taylor cita C. S. Lewis:
“Agora, como historiador literário, estou perfeitamente convencido de que, sejam o que for que os Evangelhos sejam, eles não são lendas. Li muitas lendas, e tenho certeza de que não são o mesmo tipo de coisa. Eles não são artísticos o suficiente para serem lendas. Do ponto de vista imaginativo, eles são desajeitados, não resolvem as coisas de maneira adequada. A maior parte da vida de Jesus é totalmente desconhecida para nós, assim como a vida de qualquer outra pessoa que viveu naquela época, e nenhuma pessoa que construísse uma lenda permitiria que isso acontecesse. Além de trechos dos diálogos platônicos, não há nenhuma conversa que eu conheça na literatura antiga como o Quarto Evangelho. Não há nada, mesmo na literatura moderna, até cerca de cem anos atrás, quando o romance realista surgiu."